# 포천 여중생 납치 피살 사건
포천 여중생 납치 피살 사건(抱川 女中生 拉致被殺事件)은 2003년 11월 5일에 경기도 포천시에서 학교 수업을 마치고 귀가하던 엄모(당시 15세, 중학생)양이 귀가하는 도중 연락이 두절되어 2004년 2월 8일 사망한 채 발견된 사건이다.
신고 후 한 달 보름쯤 지난 12월 22일에 의정부시의 도로 공사장 근처에서 현장 직원의 제보로 실종자의 휴대폰과 가방, 운동화가 발견되었다.
실종자가 사망한 것이 확인된 후 경찰은 인근 지역에서 일어난 다른 납치 사건과 이 사건과의 연관성에 주목하여 용의자를 추적하였고 다른 사건의 용의자를 검거하는 데에도 성공했으나 결정적인 증거의 부족으로 혐의 입증에는 실패했고 현재 사건은 미제로 남아있다. 또한 이 사건의 담당 형사는 자살한것으로 알려졌다.